# Rinderpass
Der Rinderpass ist seit 1. Juli 1998 der Ausweis eines jeden Rindes in Deutschland und löste das in dem Zeitraum vom 28. Oktober 1995 bis zum 30. Juni 1998 gültige Begleitpapier ab. Ähnliche Dokumente gibt es in allen EU-Staaten für Rinder. Mit Inkrafttreten der Viehverkehrsverordnung am 14. Juli 2007 wurde der Rinderpass nicht abgeschafft, kann aber das weitgehend identische Stammdatenblatt als Rinderpass verwendet werden. Das Stammdatenblatt erhält der Halter zugeschickt, nachdem er eine Geburt beim Herkunftssicherungs- und Informationssystem für Tiere gemeldet hat. Wird das Tier veräußert, muss es an den neuen Halter übergeben werden.
Der Rinderpass enthält Daten über das Rind, zu dem er gehört. Diese Daten sind:
- Lebensohrmarkennummer
- Geburtsdatum
- Geschlecht
- Rasse
- Ohrmarkennummer der Mutter
- Daten des Geburtsbetriebes bzw. Angaben zur Herkunft bei Einfuhr und
- die Registriernummer jedes weiteren Halters bzw. Besitzers mit Zu- und Abgangsdatum.

Das dient dazu, den Weg des Rindes nachvollziehen zu können. Das Wissen darüber ist besonders beim Ausbruch ansteckender Krankheiten, nach Feststellung von Auffälligkeiten nach Schlachtung oder sonstigem Ableben oder zur Rückverfolgung daraus gewonnener Lebensmittel wichtig. So lassen sich alle möglichen Kontaktpunkte feststellen und dort entsprechende Vorsorgemaßnahmen ergreifen.
Wie jeder Pass enthält der Rinderpass ein Ausstellungsdatum, Daten zur ausgebenden Stelle und eine Passnummer. Die letzte Eintragung in einen Rinderpass waren das Todesdatum und der Todesgrund (Schlachtung, Verendung, Hausschlachtung).

## Weblink
- Viehverkehrsverordnung